# Интерконтинентални куп 1980. (фудбал)
Интерконтинентални куп из 1980. године је била фудбалска утакмица асоцијације одиграна 11. фебруара 1981. између Насионала из Уругваја, победника Куп либертадорес 1980, и Нотингем Фореста из Енглеске, победника Купа европских шампиона 1979–80. Утакмица је први пут одиграна на неутралном месту сада срушеног Националног стадиона у Токију пред 62.000 навијача. Валдемар Викторино је именован за играча утакмице .

## Стадион
Национални стадион у Токију је био место одржавања овог првог издања Купа, а такође ће бити уобичајено место за остала издања која су се одржавала у Токију до Интерконтиненталног купа 2002. године, када се финале преселило на Нисан стадион у Јокохами. Стадион је био познат и као „Олимпијски стадион“ јер је служио као главни стадион за церемоније отварања и затварања, као и место одржавања атлетских такмичења на Летњим олимпијским играма 1964.
Домаће утакмице фудбалске репрезентације Јапана и велика финала фудбалског клупског купа (као што је Ј1 лига) обично су се одржавали на овом стадиону. Национални стадион је срушен 2014. како би се направио простор за већи стадион који је био домаћин утакмица Светског првенства у рагбију 2019. и Летњих олимпијских игара 2020. године.

## Детаљи утакмице
| Насионал      | 1–0      | Нотингем Форест |
| ------------- | -------- | --------------- |
| Викторино 10’ | Извештај |                 |

| Национал | Нотингем Форест |

|                                 |    |                     |  |
|                                 |    |                     |  |
| GK                              | 1  | Родолфо Родригез    |  |
| DF                              | 2  | Хосе Ермес Мореира  |  |
| DF                              | 3  | Хуан Карлос Бланко  |  |
| DF                              | 4  | Данијел Енрикез     |  |
| DF                              | 5  | Вашингтон Гонзалез  |  |
| MF                              | 16 | Денис Милар         |  |
| MF                              | 13 | Виктор Еспараго (c) |  |
| MF                              | 10 | Арсенио Лузардо     |  |
| FW                              | 7  | Алберто Бика        |  |
| FW                              | 9  | Валдемар Викторино  |  |
| FW                              | 11 | Хулио Моралес       |  |
| Менаџер:                        |    |                     |  |
| Хуан Мухика Assistant Referees: |    |                     |  |

|                  |    |                |  |     |
|                  |    |                |  |     |
| GK               | 1  | Питер Шилтон   |  |     |
| DF               | 2  | Вив Андерсон   |  |     |
| DF               | 6  | Кени Бурнс (c) |  |     |
| DF               | 5  | Лари Лојд      |  |     |
| DF               | 3  | Френк Греј     |  |     |
| MF               | 15 | Стјуарт Греј   |  |     |
| MF               | 7  | Мартин О'Нил   |  |     |
| MF               | 8  | Рајмондо Понте |  | 67’ |
| FW               | 9  | Тревор Френсис |  |     |
| FW               | 10 | Ијан Валас     |  |     |
| FW               | 11 | Џон Робертсон  |  |     |
| Резервни играчи: |    |                |  |     |
| MF               | 4  | Џон Мекговерн  |  |     |
| FW               | 12 | Питер Вард     |  | 67’ |
| MF               | 13 | Дејвид Нидем   |  |     |
| Менаџер:         |    |                |  |     |
| Брајан Клаф      |    |                |  |     |